# Washington Ortuño
Pour les articles homonymes, voir Ortuño.
Washington Ortuño, né le 13 mai 1928 et mort en 1973, est un footballeur uruguayen évoluant au poste de milieu de terrain.

## Biographie
Washington Ortuño évolue au club uruguayen du Club Atlético Peñarol et remporte le Championnat d'Uruguay de football en 1949 et en 1951.
Il est convoqué en équipe d'Uruguay de football et fait partie du groupe vainqueur de la Coupe du monde de football de 1950, sans toutefois avoir joué de match.